# Solidarność (gra komputerowa)
Solidarność – gra komputerowa z 1991 roku zaprojektowana pod kierunkiem Przemysława Rokity, wydana przez firmę California Dreams.
Gra nigdy nie zdobyła sobie większej popularności i do dzisiaj pozostaje praktycznie nieznana. Została stworzona przez polskich programistów specjalnie pod kątem odbiorcy amerykańskiego, jako element kampanii promocyjnej filmu o Lechu Wałęsie, który jednak nigdy nie powstał.

## Rozgrywka
W grze gracz zostaje zarządca Solidarności i musi nią kierować oraz walczyć z komunizmem w Polsce, która podzielona jest na sześć regionów. Musi robić poszczególne akcje, np. strajk, które odwrócą ludność od komunistycznej władzy, posiadając przy tym określoną ilość pieniędzy. Grafikę w grze uznano za archaiczną, ale też za posiadającą liczne obiekty, umieszczono w niej np. Pałac Kultury i Nauki.